# Малая Ургала
Малая Ургала — река в России, протекает в Республике Башкортостан, Челябинской области. 
Устье реки находится в 4,9 км по левому берегу реки Большая Ургала. Длина реки составляет 27 км. В 12 км от устья, по левому берегу реки впадает река Большая Бадажи.

## Данные водного реестра
По данным государственного водного реестра России относится к Камскому бассейновому округу, водохозяйственный участок реки — Ай от истока и до устья, речной подбассейн реки — Белая. Речной бассейн реки — Кама.
По данным геоинформационной системы водохозяйственного районирования территории РФ, подготовленной Федеральным агентством водных ресурсов:
- Код водного объекта в государственном водном реестре — 10010201012111100021740
- Код по гидрологической изученности (ГИ) — 111102174
- Код бассейна — 10.01.02.010
- Номер тома по ГИ — 11
- Выпуск по ГИ — 1